# たまらん坂

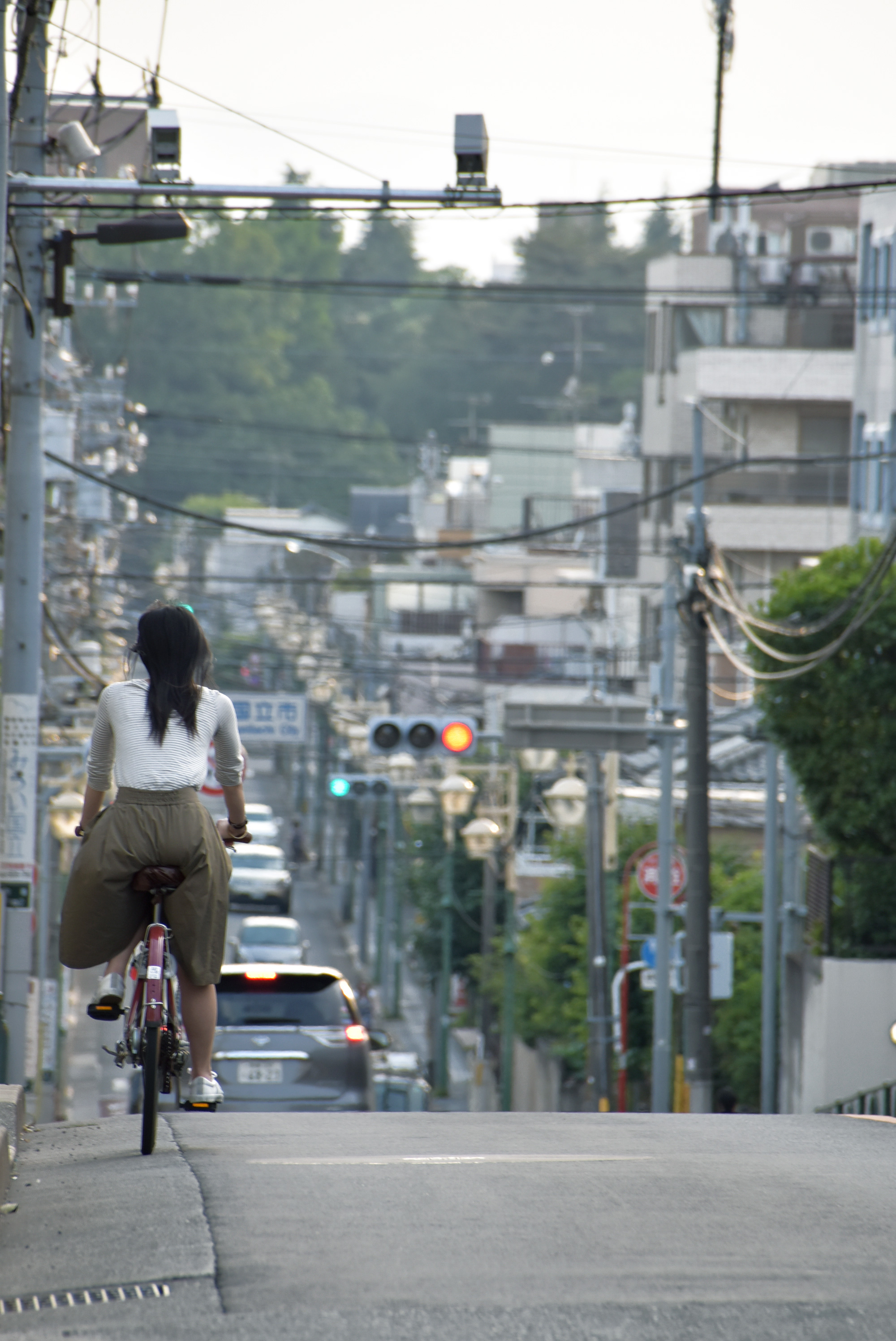
多摩蘭坂

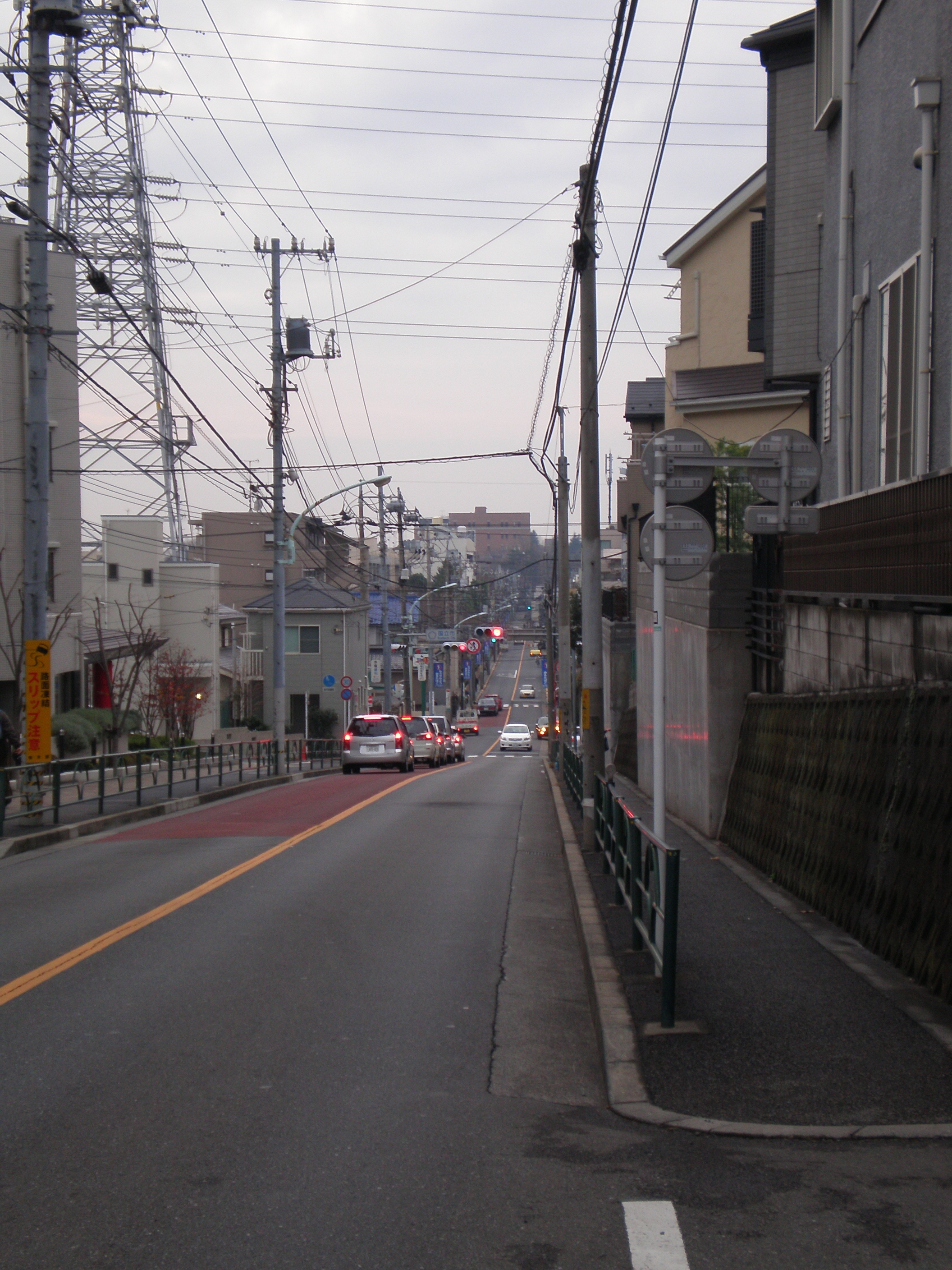
坂上から見下ろす。道路の先に一橋大学が見える。

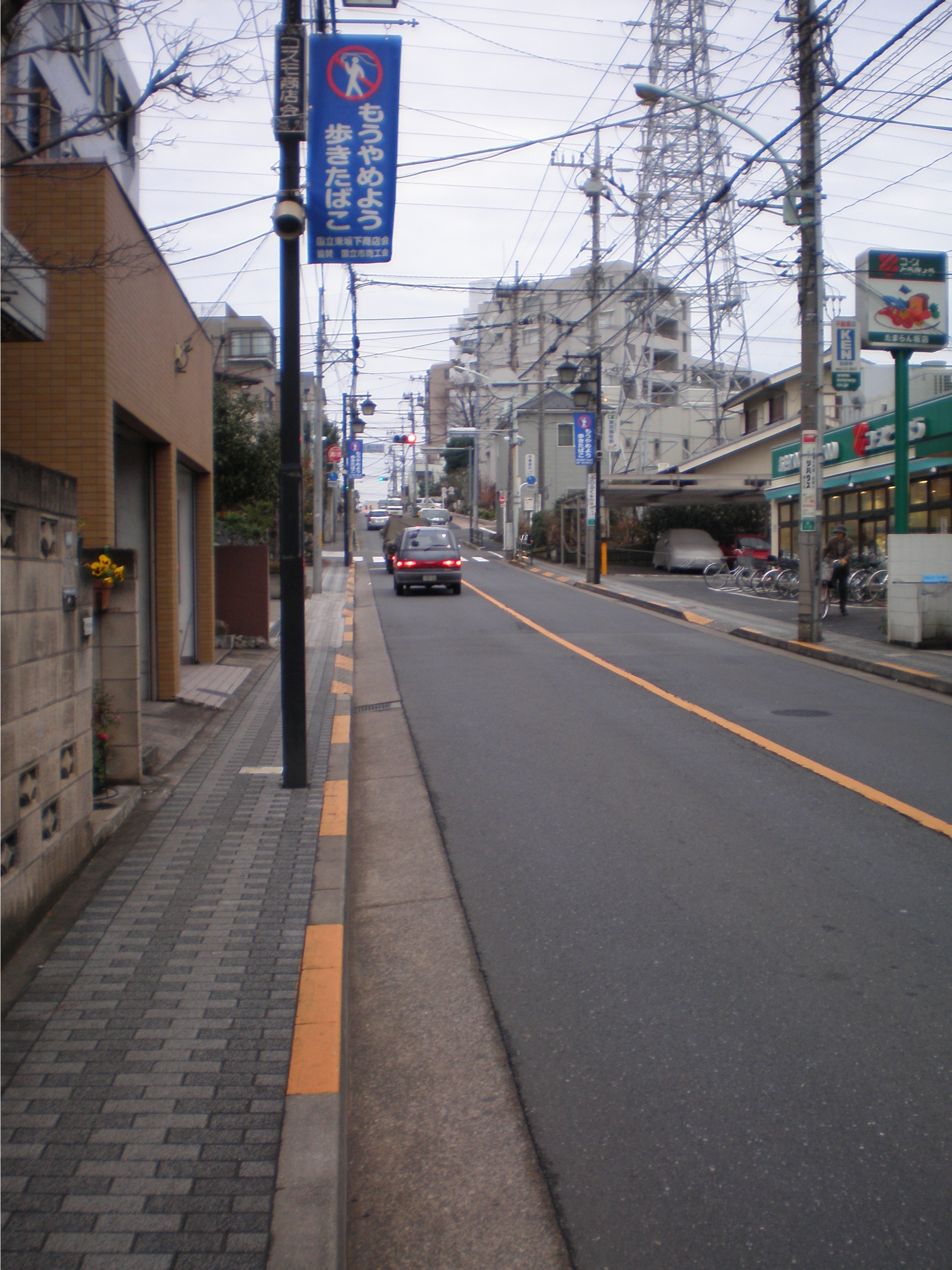
坂下から

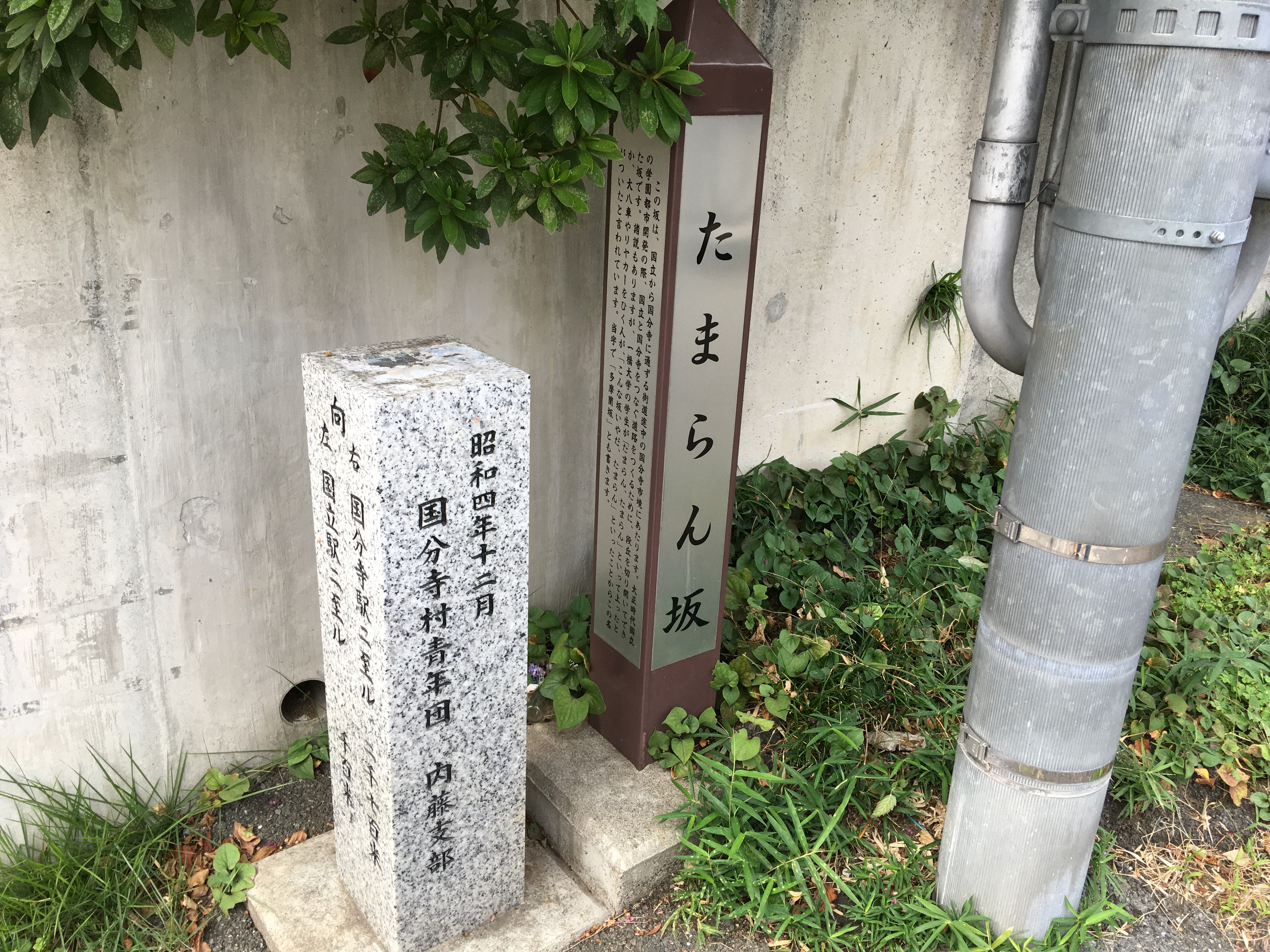
たまらん坂標柱

たまらん坂（たまらんざか）は、東京都国立市東三丁目と国分寺市内藤二丁目の境界付近にある坂。多喜窪通り（東京都道145号立川国分寺線）にある。立川から世田谷まで続く「国分寺崖線」にある坂道。

## 概要
1923年（大正12年）、関東大震災で被災した東京商科大学（現一橋大学）が1927年（昭和2年）、東京市神田区（現千代田区一ツ橋）から北多摩郡谷保村（現国立市）に移転した際に、東京商科大学の学生があまりの急坂に対して「タマラン」と口走ったことが坂の名前の由来とされている。大学本科に先行して専門部（旧制）が谷保村へ移転した最初期には、中央線国立駅は開業していたものの、省線が国分寺駅折返し運転であった関係で国立駅発着の列車は長距離列車に限られ本数が少なかった。東京商科大学の学生は早朝の長距離列車に乗遅れた場合、国電を国分寺駅まで乗車のうえで、同駅からの通学を余儀なくされた。当時、坂は舗装されておらず雨になるとよく滑り、通行が大変だったという。その後坂は太平洋戦争中の学生の学徒動員により開削されたためなだらかになっている。坂の上からは一橋大学の象徴である時計台が現在もよく見える。
RCサクセションの忌野清志郎がたまらん坂界隈に下宿していた時期があり、1981年に「多摩蘭坂」というタイトルの曲を発表したことから多くのファンが訪れるようになった。以前、坂の途中にあった石垣（国立を背にして坂を登る向きで道の右手側）にファンの書き込みが多く見られたが、2002年に石垣のある土地にマンションが建設されることが決まり、それにともない石垣は解体され姿を消した。この際、石垣がなくなるという話を聞いた忌野清志郎は、たまらん坂を訪れ石垣の前でアコースティックギターを弾きながら「多摩蘭坂」を歌い、その様子を動画に記録した。また、解体された石垣の石の一部は希望者に頒布された。
忌野の実家は国分寺市富士本で、中央線国立駅の北側にあたる。一方、たまらん坂は中央線を挟んで反対側の中央線西国分寺駅 - 国立駅間の南側にある。
坂を通る路線バス（国03 国立駅南口←（総合医療センター経由）→府中駅<京王電鉄バス>）は、停留所名を「多摩蘭坂」としている。

## 文献情報
- 昭和初期のたまらん坂(市報国分寺・2004年6.1 No.992)PDF-P.8